# Чарлз-Мікс (округ, Південна Дакота)
Шаблон:StateAbbr_ 43°13′ пн. ш. 98°35′ зх. д. / 43.21° пн. ш. 98.59° зх. д.
Округ Чарлз-Мікс (англ. Charles Mix County) — округ (графство) у штаті Південна Дакота, США. Ідентифікатор округу 46023.

## Історія
Округ утворений 1862 року.

## Демографія
За даними перепису 
2000 року 
загальне населення округу становило 9350 осіб, усе сільське.
Серед мешканців округу чоловіків було 4593, а жінок — 4757. В окрузі було 3343 домогосподарства, 2328 родин, які мешкали в 3853 будинках.
Середній розмір родини становив 3,37.
Віковий розподіл населення поданий у таблиці:
| Стать    | До 15 років | 15-21 | 22-29 | 30-39 | 40-49 | 50-65 | 65-85 | Понад 85 |
| -------- | ----------- | ----- | ----- | ----- | ----- | ----- | ----- | -------- |
| Чоловіки | 1249        | 493   | 354   | 534   | 601   | 671   | 613   | 78       |
| Жінки    | 1223        | 415   | 379   | 538   | 591   | 683   | 710   | 218      |

## Суміжні округи
- Орора — північ
- Дуглас — північний схід
- Гатчинсон — північний схід
- Бон-Ом — схід
- Нокс, Небраска — південний схід
- Бойд, Небраска — південний захід
- Ґреґорі — захід
- Брул — північний захід

## Виноски
1. ↑  US Decennial Census. US Census Bureau. Архів оригіналу за 26 квітня 2015. Процитовано 23 березня 2015.
2. ↑  Historical Census Browser. University of Virginia Library. Архів оригіналу за 11 серпня 2012. Процитовано 23 березня 2015.
3. ↑  Forstall, Richard L., ред. (27 березня 1995). Population of Counties by Decennial Census: 1900 to 1990. US Census Bureau. Архів оригіналу за 28 грудня 2008. Процитовано 23 березня 2015.
4. ↑  Census 2000 PHC-T-4. Ranking Tables for Counties: 1990 and 2000 (PDF). US Census Bureau. 2 квітня 2001. Архів оригіналу (PDF) за 18 грудня 2014. Процитовано 23 березня 2015.
5. ↑  State & County QuickFacts. Бюро перепису населення США. Архів оригіналу за 8 липня 2011. Процитовано 26 листопада 2013. [Архівовано 2011-06-07 у Wayback Machine.](англ.) Наведено за англійською вікіпедією.
6. ↑  American FactFinder. Бюро перепису населення США. Архів оригіналу за 26 лютого 2012. Процитовано 31 січня 2008. [Архівовано 2008-05-21 у Wayback Machine.]

| США | Це незавершена стаття з географії США. Ви можете допомогти проєкту, виправивши або дописавши її. |